# Спекрауши
Спекрауши (лит. Speķrauši), также Speķa rauši, Speķa pīrādziņi, «пирожки со шпеком», иногда также называемые просто пираги (pīrāgi) или пирадзини (pīrādziņi) — латышские продолговатые или изогнутые в форме полумесяца пирожки, начинённые мелко нарезанным жирным мясом (шпиком, грудинкой, беконом) и луком. Длина варьируется от 5 до 13 сантиметров, в зависимости от того, предназначены ли они в качестве закуски или более основательного блюда. 
В латышских семьях часто имеют свой уникальный рецепт этого блюда, но чтобы называться спекрауши, оно должно сохранять форму полумесяца, а начинкой должны быть кусочки сала или бекона. Из-за сложности приготовления их обычно готовят только по особым случаям и в очень больших количествах. Тем не менее, их можно найти в большинстве местных пекарен.

## Вариации
Другие распространенные начинки включают копченый бекон, грудинку, шпик (speķis), смеси молотого или мелко нарезанного мяса (говяжий фарш, ветчина и курица с беконом или без бекона), рыбу, капусту, прессованный творог, тушеную капусту или квашеную капусту. Пироги с беконом бывают двух основных разновидностей: пироги с беконом из простого хлебного теста и пироги с беконом в бульоне или супе (zupas или buljona pīrāgi). Пироги с беконом из хлебного теста готовятся с более широким разнообразием начинок и с использованием дрожжевого теста. Пироги с беконом на бульоне делаются из слоёного теста на сливочном масле, часто из сметанного теста, и обычно начиняются вареной говядиной или иногда вареной рыбой. Они предназначены для употребления с чашкой или миской бульона.

## Приготовление
За день до выпечки пирожков с беконом повар обычно один-два часа подготавливает мясо и лук. Бекон и другие жирные сорта мяса (например, подчеревок или свиная грудинка) плохо измельчаются в кухонном комбайне и, как правило, застревают на лезвии, поэтому повару приходится вручную нарезать их на мелкие кубики размером около 1,5 миллиметра (около 1/16 дюйма). Иногда это облегчается, если заморозить мясо на несколько минут. Другие менее жирные виды мяса (например, говядина) обычно превращаются в пасту в кухонном комбайне, поэтому, если мясо ещё не измельчено, повар измельчает его с помощью ручной или электрической мясорубки.
В день выпечки повар замешивает тесто. Это довольно стандартное тесто для белого хлеба, с разным содержанием жира, в зависимости от рецепта конкретной семьи. Тесту дают подняться и расстояться несколько часов, в течение которых мясо, оставшееся с предыдущего дня, обжаривается на очень медленном огне несколько минут, чтобы ароматы начинки немного смешались. Когда тесто для пирожков перестанет подниматься, или когда тесто остынет для пирожков из бульона, повар обычно использует один из двух способов приготовления отдельных пирожков:
- Повар берёт несколько чашек теста и раскатывает весь ком скалкой или только край кома стаканом. Повар берёт столовую ложку начинки и кладёт её на тесто, отступив примерно 3 сантиметра от одного из краев. Загибает край теста на начинку, накрывает тесто и начинку стаканом и разрезает стаканом оба слоя теста с одной стороны так, чтобы получилось тесто в форме полумесяца. Давление стакана, разрезающего тесто, сжимает два слоя теста вместе с одной открытой стороны. Тесто слегка меняет форму, чтобы придать ему продолговатую или форму полумесяца.
- Повар берёт комок теста размером с грецкий орех и раскатывает его скалкой или пальцами в круглую лепёшку. Затем кладёт столовую ложку начинки в середину лепёшки и складывает края теста, формируя полумесяц, защипывая их. Получившиеся края подгибаются и снова формируют лепёшку, придавая ей более продолговатую или форму полумесяца.

Подготовленные пирожки выкладывают рядами на противни, дают им слегка подняться, смазывают яйцом и затем выпекают в течение нескольких минут.

## История и фольклор
В латышском обществе «пираги» не были сезонным блюдом, поскольку большинство ингредиентов, необходимых для их приготовления, были доступны в кладовых круглый год. После того, как картофель проник в латышское общество из Нового Света, его иногда использовали вместо муки в тесте, что позволяло выпекать пирожки даже при её отсутствии. Это означает, что «пираги» можно было печь в любое время, и они исторически связаны с латышскими праздниками круглый год.
Два крупнейших исторических праздника в Латвии связаны с летним и зимним солнцестоянием: Jāņi и Ziemassvētki. В одной из самых популярных и узнаваемых латвийских народных рождественских песен упоминаются pīrāgi:

Ziemassvētki sabraukuši 

Rakstītām kamanām 

Pīrāgam nabagam

Abi gali apdeguši

(рус.)

«Рождество приехало

В украшенных санях.

Ах, этот бедный пирог с беконом

Оба конца сгорели».